# Trachyrincus murrayi
Trachyrincus murrayi es una especie de pez de la familia Macrouridae en el orden de los Gadiformes.

## Morfología
• Los machos pueden llegar alcanzar los 37 cm de longitud total.

## Alimentación
Come crustáceos.

## Hábitat
Es un pez bentopelágico y marino de aguas  templadas que vive hasta 1.630 m de profundidad.

## Distribución geográfica
Se encuentra en Islandia Canadá y al este de Nueva Zelanda.